# Закон Майнхофа
Закон Майнхофа — характерный для ряда языков банту фонетический закон, при котором кластер из носового и звонкого согласных звуков (NC-кластер) упрощается до одного носового согласного, если он соседствует с другим звонким NC-кластером или отдельно стоящим носовым согласным. Назван в честь немецкого лингвиста Карла Майнхофа, который сформулировал это правило в 1913 году.

## Описание явления
Закон Майхофа по-разному проявляет себя в языках банту. Тило Шадеберг (нем. Thilo Schadeberg) обнаружил четыре варианта реализации правила:
В варианте ганда NC-кластер реализуется как удвоенный носовой согласный, если за ним следует ещё один NC-кластер или отдельно стоящий носовой согласный. Примеры:
| ennimi | en-limi | языки | NCvNv → NNvNv   |
| ŋŋenda | n-genda | я иду | NCvNCv → NNvNCv |

В варианте ламба NC-кластер реализуется как одиночный носовой согласный, если за ним следует ещё один NC-кластер. Если за NC-кластером следует отдельно стоящий носовой согласный, то звонкий согласный первого кластера не ассимилируется. Например:
| inembo | in-lembo | татуировка    | NCvNCv → NvNCv  |
| iŋguma | in-guma  | трамвы головы | NCvNv (не NvNv) |

В варианте умбунду NC-кластер реализуется как одиночные носовой согласный, если за ним следует отдельно стоящий носовой согласный. В случае последовательного расположения двух NC-кластеров звонкие согласные не ассимилируются:
| nima   | n-lima  | ферма   | NCvNv → NvNv      |
| ndanda | n-landa | покупаю | NCvNCv (не NvNCv) |

Вариант кваньяма существенно отличается от остальных трёх случаев. При последовательном расположении двух NC-кластеров второй кластер реализуется как одиночный оральный согласный, опуская носовой звук:
| oŋgobe  | n-gombe  | скот | NCvNСv → NСvСv  |
| naŋgala | n-angala | лягу | NvNCv (не NvNv) |

Согласно Мееюссену, как минимум в 55 языках банту закон Майхофа себя не проявляет.

## История изучения
Впервые на закономерности в сочетании носовых фонем в языке ганда обратил внимание Чарльз Томас Вилсон в 1882 году. В 1913 году Карл Майнхоф дополнил материалы Вилсона наблюдениями из других языков банту (бемба, суахили, зарамо, шамбала, сото) и сформулировал закономерность: если за NC-кластером следует NC-кластер или одиночный носовой согласный, то первый кластер упрощается до одного носового звука. Сам Майнхоф использовал термин «Закон Ганда». Клемент Док зафиксировал выполнение закона в языке ламба и впервые назвал его «законом Майнхофа». В 1962 году Мееюссен предпочёл использовать термин «правило Майнхофа» в силу того, что в языках наблюдается ограниченность его исполнения. В частности, Мееюссен отметил, что в языке ганда ассимиляции подвергаются только согласные b, l/r, y и g, тогда как звуки d и j сохраняются.
Сам Майнхоф объяснял фонетическое изменение как проявление диссимиляции по звучности, однако последующие исследователи рассматривали его как явление ассимиляции по назальности. Несколько работ интерпретировали закон Майнхофа в терминах теории оптимальности.